# Кехлеров, Сабир Гаджиметович
Саби́р Гаджиме́тович Кехле́ров (род. 2 мая 1946; лезг. Кехлерин Гьажиметан хва Сабир) — российский политик,Советник Генерального прокурора Российской Федерации. Заместитель Генерального прокурора РФ (1993—2016).Член комиссии при президенте РФ по вопросам совершенствования государственного управления, член Совета при Президенте Российской Федерации по кодификации и совершенствованию гражданского законодательства.

## Биография
Сабир Гаджиметович Кехлеров родился 2 мая 1946 года в селе Орта-Стал Сулейман-Стальского района Дагестана. В 1963—1965 гг. — старший пионервожатый Каспийской школы-интерната, г. Каспийск Дагестанской АССР. В 1969 году окончил государственный университет в городе Ростов-на-Дону. Начиная с 1969 года работал сначала прокурором отдела общего надзора, а после прокурором следственного отдела, заместителем начальника следственного отдела, заместителем прокурора — начальником следственного управления, а после заместителем прокурора Дагестанской АССР. С 1990 года работал председателем Комитета Конституционного надзора Верховного Совета Дагестанской АССР и являлся членом комитета ВС РСФСР по законодательству. В 1991 году назначен заместителем Генерального прокурора Российской Федерации. В 1990—1993 — народный депутат РСФСР. С 1999 года является членом совета при Президенте РФ по кодификации и совершенствованию гражданского законодательства, а с 1993 года членом комиссии при Президенте РФ по вопросам совершенствования государственного управления.
27 апреля 2016 года Совет Федерации принял постановление об освобождении Кехлерова от должности заместителя Генерального прокурора РФ с 3 мая 2016 года.В 2016 Назначен на должность Советника Генерального Прокурора РФ

## Награды
- 8 декабря 1999 года награждён орденом Почёта[4].
- В 2009 году награждён орденом «За заслуги перед Отечеством» IV степени[5].
- Почетное звание «Заслуженный юрист Российской Федерации».
- В 2010 году награждён медалью Столыпина П. А. II степени[6].
- В 2011 году объявлена благодарность Президента РФ Дмитрия Медведева «За заслуги в укреплении законности и правопорядка»[7].
- Орден Почёта Республики Дагестан III степени (2024)[8].